# 亞寬克爾
亞寬克爾是哥倫比亞的城鎮，位於該國西南部，由納里尼奧省負責管轄，距離首府帕斯托25公里，始建於1539年10月10日，面積178平方公里，海拔高度2,466米，2005年人口10,012。
1°07′N 77°24′W / 1.117°N 77.400°W